# アングロアラブ
アングロアラブ（Anglo-Arabian、Anglo-Arab ）は、馬の品種のひとつで、アラブとサラブレッドの混血種である。

## 解説
サラブレッドが競馬に勝つためにスピードを追求するあまり、虚弱体質だったり気性が激しいものも多いため、それを解決する為に頑丈で従順なアラブ種を混合することで、頑丈さと温厚な気性、そしてスピードを得ることができる。日本においてはアングロアラブのことを「アラブ」と呼ぶことが多いため、アラブ種と混同されがちである。
もともとはフランスで生産が始められ、競馬の競走や馬術競技に用いられている。
日本の競馬ではアングロアラブはアラブ血量（アラブ種を100%、サラブレッドを0%とした時のアラブの純血の度合い）が25%以上であることが求められる。25%に満たない場合にはサラブレッド系種となる。フランスでは50%、25%、12.5%に分類される。サラブレッド以外にもセルフランセとの混血種なども存在する。

## 日本におけるアングロアラブ

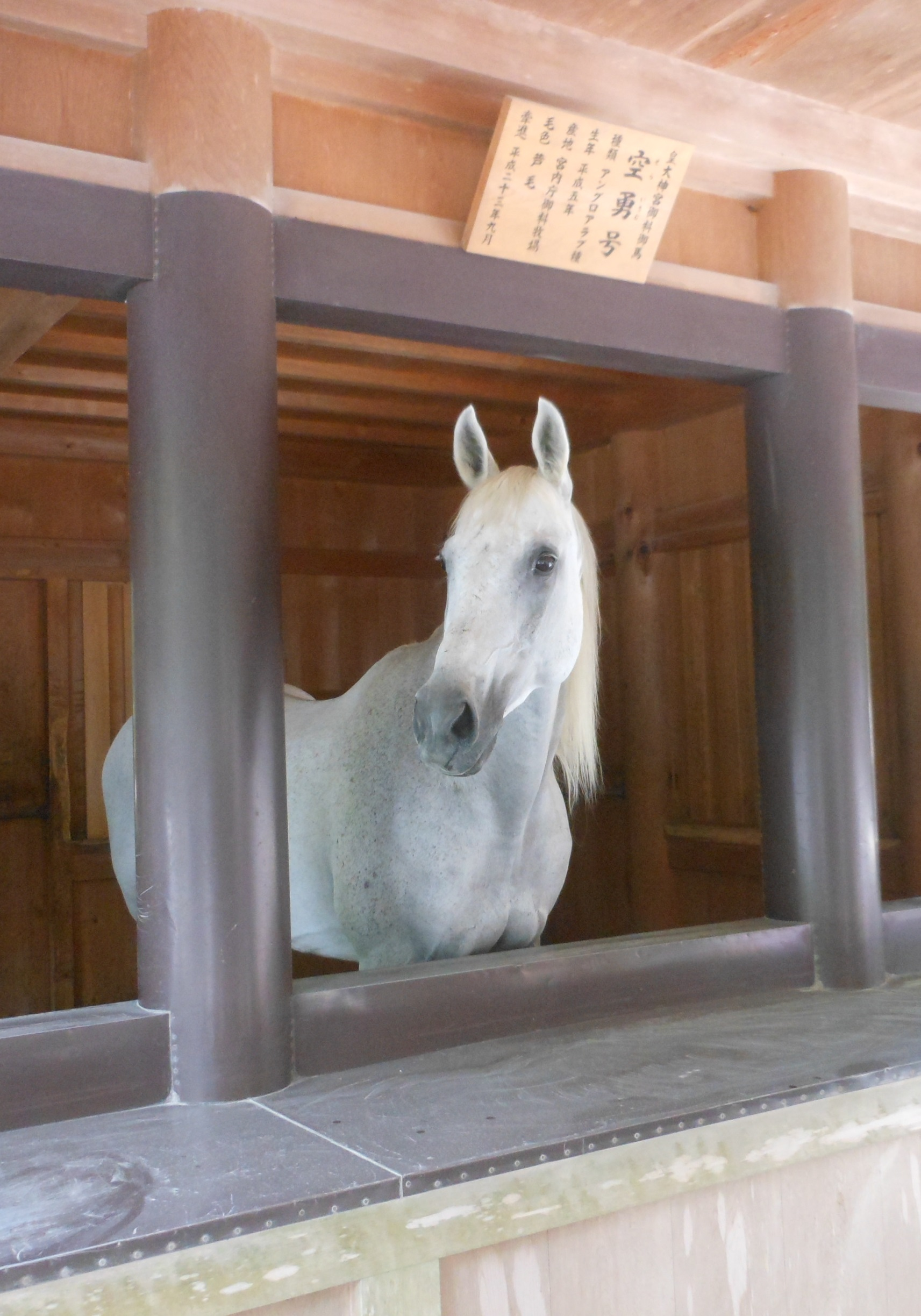
アングロアラブの神馬「空勇号」（伊勢神宮内宮）

アングロアラブのマーク

戦前の日本において、競馬の存在意義はスポーツ以上に軍需産業としての馬の生産技術および種牡馬の能力検定であり、軍馬の質的向上のためのものであった。政府は軍馬改良の為にサラブレッドの生産を奨励したが、1929年（昭和4年）秋、サラブレッドは繊細菲薄（ひ弱）であり、一方、丈夫で粗食にも耐え、維持管理も比較的容易といわれるアングロアラブの生産を推奨する方針に変更し、同時にアラブ種及びアングロアラブによる競馬の競走の施行を命令した。以降、アラブ系の競走が多数編成されるようになり、アングロアラブが盛んに生産されるようになった。
戦前のアラブ系競走では、ギドラン種や、父母馬が明確ではない血統不詳の馬と交配された馬も、アングロアラブ系として扱われていた。アングロアラブは、軍馬改良に大いに貢献する事になった。
戦後は、軍馬としての需要はなくなった一方、戦災復興と言う名目で多くの地方競馬場が産声を上げており、中央競馬と併せ、競走馬としての需要は大きくなっていた。サラブレッドと比べて生産頭数の多かったアングロアラブは、前述のとおり丈夫さを持ち合わせており、連続出走（馬不足から二日連闘もあった）もこなせた事もあって、在厩頭数が少なくても継続的に開催を行いやすいため、引き続き競走馬として盛んに生産が行われた。
中央競馬ではタマツバキ、セイユウ、シュンエイにイナリトウザイ、地方競馬ではホウセント、フクパーク、オグリオー、タイムライン、ローゼンホーマを始めとして、数多くの強豪を生み出し、平成期に入ってもトチノミネフジ、スズノキャスターなどサラブレッド種とも互角以上に渡り合う様な名馬と呼ばれる馬が数多く登場した。また、生産頭数も1960年代初頭まではサラブレッド系のそれを上回っていた。
しかし、アラブ系競走はサラブレッド系競走と比較してスピードが劣ること、競走においての賞金も安く抑えられていたこともあって、サラブレッドの生産頭数が増加していくのに伴い、アングロアラブに対する需要は薄れていった。
中央競馬においては、昭和20年代後半に抽せん馬のみ出走可能な様に変更された後は、一時期の小倉競馬場で行われていた3歳馬（旧）の自由購買馬による競走を除き、抽せん馬のみで競走が行われたために馬資源が乏しかった。それでも昭和30年代までは、アラブ系競走の全競走数における割合は大きく、競馬ファンの人気もあったが、どうしてもサラブレッドよりも格下と見られがちであったのは否めず、またサラブレッドの馬資源が揃ってくると、アラブ系競走に対する馬主の支持が次第に低下していった。
ファンからの支持も低下したアラブ系競走は、1984年（昭和59年）までに大半のアラブ重賞が廃止され、競走自体もいわゆる中央場所ではほとんど行われなくなっていき、最終的には中央競馬馬主会がアラブ抽せん馬の引き受けの拒否を発表したことがきっかけとなり、1995年（平成7年）12月に中京競馬場で行われたアラブ大賞典（勝ち馬ムーンリットガール）を最後に姿を消した。
その後、地方競馬においてもまず南関東公営競馬や岩手県競馬組合が追随し始め、アラブ系競走の廃止やレース数の削減が相次ぐようになると、生産地でも商業的に成り立たなくなり、最盛期（1972年）には約4000頭を数えたアラブ系の生産頭数は1997年に約2000頭、2004年に約100頭、2005年に78頭、2007年にはついに0頭になった（ただしここ数年はごく少数ではあるが生産頭数は出ており、2020年は2頭が生産されている）。
益田競馬場、兵庫県競馬、福山競馬場はかつて全競走をアラブ系の競走で施行する競馬場であったが、益田は競馬場そのものが休止（事実上の廃止）、「アラブのメッカ」と言われた兵庫でさえ、1999年（平成11年）に中央競馬との交流促進のためサラブレッドを導入後、アラブ系の在厩頭数が急減し2003年（平成15年）にはアラブ系のみの番組編成が不可能となった。
最後までアラブ系限定の競走を続けた福山も、アングロアラブの生産頭数の激減で将来的なレース編成に支障をきたすのが明白であり、競馬場の活性化のため中央競馬や他地区との人馬交流を促進するという観点から、2005年（平成17年）10月に開かれた市議会の特別委員会で順次サラブレッドの導入をすることを決めた。2005年12月4日より他競馬場からの転入馬によるサラブレッド系の競走が行われ、アラブ系のみでレースを開催する日本の競馬場はなくなった。2009年（平成21年）7月30日現在で、金沢1頭、名古屋1頭、高知7頭、荒尾7頭、そして福山41頭が競走登録されているにとどまった。
そして2009年8月には福山競馬場でもアラブ系の登録頭数が40頭を切ったことから、9月27日に行われた「開設60周年記念アラブ特別レジェンド賞」（優勝馬はザラストアラビアン）を最後にアラブ系限定競走が終了した。なお、アラブ系馬は今後もサラブレッドに交じって競走に出走することは可能である。2013年（平成25年）3月23日付読売新聞では、競走馬登録を抹消していないアラブ馬は7頭だが、厩舎に入っていて出走可能な唯一の馬であったレッツゴーカップが同日のレースを最後に引退し、アラブ系競走馬は事実上消滅したと報じられている。
2017年（平成29年）「牧場に縁ある血統を残したい」と青森県、北村牧場・北村守彦氏の愛情でキタミキ（牝・父アア エトーレ　母アア キタヒラコウ（母の父アキヒロホマレ）が誕生、岩手競馬（盛岡・櫻田康二厩舎）に入厩。しかし能力不足でデビューできず引退した。
日本ではシャギア・アラブ（ハンガリーの土着馬にアラブ種を交配した馬）をアラブ100%として計算しているため、日本ではアングロアラブとされている馬でも日本以外ではアングロアラブとならない競走馬が存在する。血統表に「オーバーヤン五ノ七」、「初雪」などが含まれる馬がそれにあたる。

## テンプラ
アラブ血量を偽り、アングロアラブとして登録されたサラブレッド系種をテンプラという。詳しくはテンプラ (馬)を参照。